# Ledebouria cordifolia
Ledebouria cordifolia är en sparrisväxtart som först beskrevs av John Gilbert Baker, och fick sitt nu gällande namn av Brita Stedje och Mats Thulin. Ledebouria cordifolia ingår i släktet Ledebouria och familjen sparrisväxter. Inga underarter finns listade i Catalogue of Life.